# 475
| 475                |
| ------------------ |
| Dødsfald - Fødsler |
|                    |

| Gregoriansk kalender | 475 CDLXXV              |
| Ab urbe condita      | 1228                    |
| Armensk kalender     | I/T                     |
| Kinesiske kalender   | 3171 – 3172 甲寅 – 乙卯 |
| Etiopisk kalender    | 467 – 468               |
| Jødisk kalender      | 4235 – 4236             |
| Hindukalendere       |                         |
| - Vikram Samvat      | 530 – 531               |
| - Shaka Samvat       | 397 – 398               |
| - Kali Yuga          | 3576 – 3577             |
| Iransk kalender      | 147 BP – 146 BP         |
| Islamisk kalender    | 152 BH – 151 BH         |

Se også 475 (tal)

## Begivenheder
- Vestgoternes konge , Eurik, får nedskrevet de vestgotiske love i Codex Euricianus.